# Mario Carli
Mario Carli (San Severo, 1888. december 30. – Róma, 1935. szeptember 9.) olasz futurista író.

## Élete
Carli először 1907-ben jelent meg a nyilvánosság előtt történetekkel, majd 1909-ben egy novellagyűjteményével. Ekkoriban csatlakozott a fiatal szerzőcsoporthoz, amelyhez Emilio Settimelli, Mario Chiti és a Ginanni-Corradini fivérek tartoztak. Carli sok cikket írt a  szimbolizmus visszhangjával a La Difesa dell'Arte, az Il Centauro és a La Rivista magazinokba. Settimellin és Ginnán keresztül Carli 1913-ban kapcsolatba került a futuristákkal.
1915-ben megjelentette Retroscena című regényét, amelyben gyökeresen szakított a konvencionális narratív formákkal. 1916-tól a L'Italia futurista magazinon dolgozott.
Az első világháború éveiben az újságírásban és a politikában is tevékenykedett, és részt vett az Arditiben (rohamosztagosok), 1917-ben önként jelentkezett katonai szolgálatra, bár rövidlátása miatt alkalmatlan lett volna. A háború után részt vett Fiume Gabriele D’Annunzio által vezetett megszállásában. Ezután Marinettivel megalapították a „Roma Futurista” című újságot, amely a futurizmus politikai szócsövévé vált.
Benito Mussolini hatalomátvétele után főkonzul lett Brazíliában, hivatalos rezidenciája Porto Alegrében volt, később főkonzul volt a görögországi Szalonikiben.
Műveiben azt a meggyőződést képviseli, hogy az élet az adott energia teljes kihasználásáról szól, és nem riad vissza az áldozatoktól és a veszélyektől sem.

## Művei (válogatás)
- Retroscena (kísérleti regény) (1915)
- Con d'Annunzio a Fiume (elbeszélés) (1920)
- La mia divinità (versek)
- Notti filtrate / 10 költemény Mario Carlitól ; 10 disegni di Rosa Rosà, Firenze : Edizioni de l'Italia futurista, 1918 (előszürrealista szöveg)
- Der Faschist. Az új korszak regénye. (L'italiano di Mussolini) Berlin, Schlieffen – Kiadó, 1931

## Fordítás
- Ez a szócikk részben vagy egészben  a   Mario Carli című német Wikipédia-szócikk ezen változatának fordításán alapul.  Az eredeti cikk szerkesztőit annak laptörténete sorolja fel. Ez a jelzés csupán a megfogalmazás eredetét és a szerzői jogokat jelzi, nem szolgál a cikkben szereplő információk forrásmegjelöléseként.